# Ádám Balajti
Dans le nom hongrois Balajti Ádám, le nom de famille précède le prénom, mais cet article utilise l’ordre habituel en français Ádám Balajti, où le prénom précède le nom.
Ádám Balajti, né le 7 mars 1991, est un footballeur hongrois. Il joue au poste d'attaquant avec l'équipe hongroise du MTK Budapest.

## Biographie

### En club
Ádám Balajti commence très tôt le football dans des clubs hongrois de seconde zone comme Debreceni Olasz Focisuli et Egri FC, puis il rejoint le Ferencváros TC en 2005 à l'âge de 14 ans, il y reste deux ans avant de rejoindre Újpest FC en 2007.
Après avoir joué dans les différentes équipes jeunes d'Újpest FC il signe en janvier 2009 dans le club de Diósgyőri VTK.
Il débute très tôt en professionnel le 22 mai 2009 contre Debrecen VSC en Soproni Liga, il est alors âgé de 18 ans. Il marque même un but lors de cette rencontre.
Pour la saison 2009-10, Ádám Balajti postule pour une place de titulaire dans l'effectif de Diósgyőri VTK.

### En équipe nationale
En 2009, Ádám participe à la Coupe du monde des moins de 20 ans en Égypte, il y dispute quatre matchs pour inscrire un but contre le Ghana en demi-finale. La Hongrie terminera troisième de la Coupe du monde.

## Palmarès

### En équipe

#### En sélection nationale
- Hongrie - 20 ans
  - Coupe du monde - 20 ans
    - Troisième : 2009.

## Carrière
| Saison    | Club          | Pays         | Championnat        | Coupe nationale | Coupe continentale | Sélection Hongrie |
| --------- | ------------- | ------------ | ------------------ | --------------- | ------------------ | ----------------- |
| 2008-2009 | Diósgyőri VTK | Soproni Liga | 1 match / 1 but    | -               | -                  | -                 |
| 2009-2010 | Diósgyőri VTK | Soproni Liga | 22 matchs / 5 buts | 1 match         | -                  | -                 |
| 2010-2011 | Debrecen VSC  | Soproni Liga | 1 match            | -               | -                  | -                 |
| 2010-2011 | Debrecen VSC  | Soproni Liga | 13 matchs / 3 buts | 2 matchs        | -                  | -                 |
| 2011-2012 | Újpest FC     | Soproni Liga | 4 matchs / 1 but   | 5 matchs        | -                  | -                 |

Dernière mise à jour le 31 décembre 2011